# Onthophagus subaeneus
Onthophagus subaeneus é uma espécie de inseto do género Onthophagus, família Scarabaeidae, ordem Coleoptera.
Foi descrita cientificamente por Palisot de Beauvois em 1805.